# Bushido
Bushido (настоящее имя — Анис Мохаммед Юсеф Ферчичи; род. 28 сентября 1978 года в Бонне), также известный под псевдонимом Sonny Black — немецкий рэпер из Берлина, читающий в стиле гэнгста-рэп. Он также является владельцем звукозаписывающего лейбла Ersguterjunge и занимается недвижимостью. За свою карьеру рэпер продал более 2,6 млн копий альбомов и синглов на территории Германии, Австрии и Швейцарии.  

## Биография
Bushido является сыном араба из Туниса и матери-немки Луизы-Марии Энгель (1949/50; † 6 апреля 2013). Его отец ушёл из семьи, когда сыну было три года. Bushido с тех пор не имел с ним никаких связей. Позже мать вышла замуж за курда, выходца из Турции, но и он оставил семью. Будущий рэпер жил с матерью-одиночкой и младшим братом Сершаном в берлинском районе Темпельхоф. Он покинул гимназию в одиннадцатом классе. В 14 лет он уже торговал кокаином. Впоследствии против него возбудили уголовное дело за вандализм и хранение наркотиков. Судья предложил ему: либо он идёт в тюрьму, либо проходит практику как маляр-лакировальщик. Во время практики Bushido познакомился с будущим партнёром по лейблу Aggro Berlin — Fler’ом (Патрик Лозенски). Также он занимался граффити под псевдонимом Fuchs.

### Начало карьеры и Aggro Berlin (1998—2003)
Вместе с Vader и King Orgasmus One выпускает демоальбом «030 Squad» в 1998 году, который был продан небольшим тиражом. На данный момент этот материал можно приобрести в интернете за несколько сотен евро. Первые работы Bushido можно услышать на релизе рэпера Frauenarzt «Tanga-Tanga-Tape» 2000 года совместно с King Orgasmus One, который был выпущен на лейбле I Luv Money Records. Наряду с этим Bushido, King Orgasmus One и Bass Sultan Hengzt создают группу под названием Berlins Most Wanted (BMW). Вскоре Bushido записал свой первый «King Of Kingz» — демоальбом, выпущенный в 2001 году на кассете. В 2003 году альбом был повторно выпущен немецким лейблом Aggro Berlin на CD. В 2004 году было ещё одно издание «King of Kingz Re Release (Exclusive 2004 Edition)», который включал ещё ремиксы. В 2005 году был снят с продажи из-за некоторых треков, точнее их текстов, плохо влияющих на молодое поколение по версии BPjM (Federal Department for Media Harmful to Young Persons). Но вскоре, в том же 2005 году, на своём лейбле еrsguterjunge Bushido выпустил расширенную версию — новый альбом «King of Kingz» (без запрещённых треков), объединённый с демоальбомом «Demotape», выпущенным Bushido в 1999 году.
После выхода King of Kingz он подписал контракт с Aggro Berlin, где работал с Sido, B-Tight и Fler. 20 мая 2002 года рэперы записывают семплер «Aggro Ansage Nr. 1».
21 октября 2002 года Bushido и Fler, используя псевдонимы Sonny Black и Frank White, выпускают альбом «Carlo Cokxxx Nutten» на лейбле Aggro Berlin. Содержание большинства треков альбома — продажа наркотиков, проституция и торговля оружием. Описание трудных условий жизни в окраинах Берлина усиливалось жёстким стилем рэпера.
Летом 2003 года Bushido выпускает альбом «Vom Bordstein bis zur Skyline», за производство которого берётся DJ Ilan. Релиз занял 88-е место в немецких чартах. Этот альбом был достаточно жёстким на то время релизом, и его по праву называют первым альбомом в стиле гэнгста-рэп. 30 сентября 2005 года BPjM (Federal Department for Media Harmful to Young Persons) официально запретил продавать альбом из-за нехороших текстов, касающихся гомосексуалистов, инвалидов и женщин. Запрещённые треки: «Eine Kugel reicht», «Tempelhof Rock», «Dreckstuck» и «Pussy».
В декабре 2003 года Bushido принял участие в «Aggro Ansage Nr. 3», последний диск с участием Bushido на Aggro Berlin. Семплер продался в количестве +60.000 копий.
Из-за творческих разногласий, которые потом сказались на его карьере, летом 2004 года Bushido покинул Aggro Berlin и заключил контракт с Urban/Universal, создав лейбл ersguterjunge. В том же году вместе с DJ Ilan он сделал ремикс песни Rammstein «Amerika». В октябре 2004 года Bushido выпустил свой третий альбом «Electro Ghetto». После первой недели продажи альбом занимал 6-ю строчку немецких чартов и держался 16 недель в Top-100 чартов. Альбом позже был запрещён для продажи из-за трека «Gangbang» с участием Baba Saad и Bass Sultan Hengzt. В 2005 году было переиздание альбома «Electro Ghetto», так называемая версия «Reissue» или «Re-Relese», из которого убрали запрещённый трек «Gangbang» и скиты, а над 4 треками поработали другие битпродюсеры, то есть сделали ремиксами. В 2005 году альбом был в списке номинаций на музыкальной премии «Echo». А в 2006 году была продана 100 000-я пластинка и альбом получил золотую награду.
4 апреля 2005 года вышел четвёртый альбом — «Carlo Cokxxx Nutten II», в котором он работал с Baba Saad вместо Fler и опять использовал свой старый псевдоним Sonny Black. Альбом достиг 3 места в немецких чартах и был продан более 50.000 раз.
В 2005 году Bushido совместно с Eko Fresh записал дисс-трек против Fler’a под названием «Flerräter».
4 ноября 2005 года Bushido выпускает альбом «Staatsfeind Nr. 1», за производство которого взялись дуэт Beatlefield (Chakuza & DJ Stickle) из австрийского города Линц. Оба подписали контракт с лейблом ersguterjunge, в то время как Bass Sultan Hengzt и DJ Ilan покинули его лейбл. 3-й сольный альбом Bushido, после первой недели достиг 4-й строчки немецких чартов. 18 недель оставался в Top 100 немецких альбом-чартов. За этот альбом, как и за «Electro Ghetto», Bushido получил золотую награду.
28 апреля 2006 года вышел live-альбом «Deutschland, gib mir ein Mic!». Альбом содержал в себе CD/DVD выступления Bushido и Baba Saad и продался в количестве +25000 копий, достигнув золотого статуса.
Затем на лейбл были подписаны Eko Fresh, Nyze, Bizzy Montana, Kingsize. Позже подписываются также Decay, Screwaholic, Billy13. 17 февраля 2006 года лейбл ersguterjunge выпускает семплер «Nemesis». Релиз был продан в количестве +70.000 копий.
В 2006 году Bushido выиграл «Echo» (немецкую музыкальную премию) в категории «Best Live Act». Летом 2006 года он был приглашён на рок-фестиваль Rock im Park, но был заброшен зрителями камнями и монетами.
4 сентября 2006 года был выпущен альбом «Von der Skyline zum Bordstein zurück», который был почти полностью произведён им самим. Bushido отказался также от присутствия гостей на альбоме. Почти всю музыку он произвёл сам. Только лишь трек «Ich Schlafe Ein» доверил Kingsize. После двух недель альбом получил золотой статус в Германии (+100.000 копий), а позже 31 мая 2007 года было продано +200.000 копий альбома (платиновый статус). В немецких чартах «Von der Skyline zum Bordstein zurück» занял 2-е место и провёл в общей сложности 50 недель в чартах, что делает его самым успешным на сегодняшний день альбомом Bushido. В Австрии альбом закрепился на 3-м месте в чартах и получил золотой статус. На MTV Europe Music Awards в 2006 году в Копенгагене Bushido получил награду «Echo» в категории «Best German Act».

### Переход на Sony BMG; альбомы 7, Heavy Metal Payback и автобиография (2006—2008)
Второй семплер ersguterjunge «Vendetta» был выпущен 1 декабря 2006 года. В немецких чартах релиз занял 7-е место. Единственный сингл и заглавный трек семплера был выпущен неделей раньше. Семплер получил золотой статус в Германии, продавшись в количестве более 105.000 копий. 25 марта 2007 года Bushido выиграл награду «Echo» как «Лучший рэп/хип-хоп артист».
В конце июня 2007 года лейбл ersguterjunge из Universal переходит на Sony BMG. 31 августа 2007 года выходит альбом «7», который занял 1-е место в немецких чартах. В Германии и Австрии альбом заработал платиновый статус (в целом +220.000 проданных копий). В 2008 году Bushido за этот альбом получил ещё одну награду «Echo» в категории Hip-Hop/R&B National, а также награду Live-Act National за концертный тур под названием «7». В мае того же года он получил награду как «Лучший рэп/хип-хоп артист».
7 декабря 2007 года выходит третий семплер ersguterjunge «Alles Gute kommt von unten». Он располагается на 8-м месте в немецких чартах. Релиз продался в количестве 73 000 копий. В том же году на лейбл подписываются Tarééc и Kay One.
Осенью 2008 года Bushido выпускает альбом «Heavy Metal Payback». Он располагается на 1 месте в чартах Германии, на вторых местах в чартах Австрии и Швейцарии. В Германии и Австрии альбом получает золотой статус (+110.000 и +7500 копий соответственно). Один из треков альбома «Für immer jung», записанный вместе с известным чешским певцом Karel Gott, занимает 5-е место в немецких сингл-чартах и продаётся +150.000 раз. Через несколько дней после выхода альбома Bushido даёт бесплатный концерт в Берлине перед 10.000 зрителями. В том же году live-альбом «7» продаётся в количестве +25.000 копий, чем достигает золотого статуса.
В то же время Bushido работает как продюсер. В 2007 году он создаёт группу Bisou (фр. — поцелуй) из трёх девушек (русская, азербайджанка и итальянка), не прошедших в финал Шоу Талантов Popstars. Однако, в следующем году эта группа распалась. В январе 2008 года Bushido заключает контракт с компанией, занимающейся недвижимостью (в основном продажа и покупка квартир). За первые 10 месяцев Bushido получил прибыль 1 млн евро. 8 сентября 2008 года он выпускает автобиографическую книгу. Книга была представлена на книжной ярмарке во Франкфурте-на-Майне. Она получила огромный успех и заняла 1-е место в списке лучших бестселлеров, была продана более 200.000 раз. В конце 2008 года в Alexanderplatz в Берлине Bushido открыл свой магазин.

### Фильм, альбом Jenseits von Gut und Böse и примирение с Fler и Sido
В марте 2009 года Fler покинул Aggro Berlin. Вскоре произошло примирение рэперов и 11 сентября 2009 года они выпустили «Carlo Cokxxx Nutten 2», который закрепился на 3-м месте в немецких чартах. Альбом продался в количестве +35.000 копий.
21 июля 2009 года начались съёмки автобиографического фильма «Zeiten ändern dich» и проходили до середины сентября того же года. Режиссёром фильма был Бернд Айхингер, самый влиятельный немецкий кинопродюсер. Он лично написал сценарий по мотивам автобиографической книги Bushido и назначил режиссёром Ули Эделя. Фильм получил в основном отрицательные отзывы. 4 февраля 2010 года фильм был показан в кинотеатрах Германии. За первую неделю в кинотеатрах фильм просмотрело более 300 000 человек. Саундтрек к фильму занял 2-е место в чартах Германии, 1-е в Австрии и 3-е в Швейцарии. 19 февраля 2010 года вышел альбом «Zeiten ändern dich». В Германии и Австрии альбом получил золото (в целом более 110.000 проданных копий).
22 октября 2010 года Bushido, Fler и Kay One выпускают совместный альбом «Berlins Most Wanted». В мае 2011 года выходит альбом «Jenseits von Gut und Böse», который закрепился на 1-х местах в чартах Германии, Австрии и Швейцарии. Альбом содержит совместный трек «Die Art, wie wir leben» с известным французским рэпером Booba.
В 2011 году произошло примирение Bushido с Sido. Вскоре Sony BMG объявили, что выйдет совместный проект двух рэперов. 14 октября 2011 года вышел альбом «23». Этот альбом получил золотой статус в Германии и Австрии. В 2012 году за видео на сингл So mach ich es рэперы получили награду на премии «Echo» в категории «Bestes Video national».

### AMYF, Stress ohne Grund и Sonny Black
12 октября 2012 года Bushido выпустил свой 11-й студийный альбом «AMYF», который расположился на 1-м месте в немецких чартах. Название альбома это инициалы Anis Mohamed Youssef Ferchichi. Однако, это был первый альбом Bushido, который не был номинирован на премии Echo.
После ухода Fler и Kay One из лейбла ersguterjunge Bushido подписал на лейбл Shindy. Вскоре рэперы записали совместный трек «Stress ohne Grund», где Bushido нанёс оскорбления некоторым политикам Германии. Благодаря мощному пиару альбом «NWA» от Shindy занял 1-е место в немецких чартах. Кроме того в конце 2013 года Bushido выпустил дисс-трек против бывшего партнёра Kay One под названием «Leben und Tod des Kenneth Glöckler», который набрал более 20 миллионов просмотров на youtube.
12-й студийный альбом под названием «Sonny Black» вышел 14 февраля 2014 года. До выхода альбома уже были сняты три клипа на треки «Mitten in der Nacht», «Gangsta Rap Kings» и «Jeder meiner Freunde». Альбом расположился на 1-х местах в чартах Германии (180 000 копий, золотой статус), Австрии (7500 копий, золотой статус) и Швейцарии (10 000 копий, золотой статус).

## Связи с преступностью и штрафы
В СМИ неоднократно публиковались материалы, подтверждающие связи Bushido в с организованной преступностью. Речь шла о ливано-палестинском клане Абу-Шакер. Было взято несколько интервью по этому поводу.
Bushido: «Для нас это как государство. Оно функционирует, каждый член семьи занимается своей работой. Но мы не только занимаемся „грязными делами“. Мы сотрудничаем, например, в сфере недвижимости. Я обязан клану. Мы лучшие друзья. Мои братья всегда могут помочь мне. Я нахожусь под хорошей защитой. И мои связи с преступностью не помеха для меня, чтобы я занимался политикой. Что касается конкурентов в музыке, то никто из рэперов не в силах тягаться со мной. Они могут выпустить дисс-треки против меня. Но не должны переступать границы. В противном случае применение насилия с моей стороны я считаю законным».
В апреле 2013 года стало известным, что Bushido ещё в декабре 2010 года доверил всю свою собственность, счета и состояние мафиозному клану.
3 августа 2005 года Bushido был арестован в Линце. Он был обвинён вместе с двумя друзьями в избиении 20-летнего юноши за то, что тот якобы проколол шины арендуемой им BMW 7. Bushido после 14 дней задержания был отпущен под залог уплатив 100 000 евро с условием, что не может покинуть Австрию до начала суда. 20-летний юноша получил тяжелую черепно-мозговую травму, попал на пять дней в реанимацию. Эта история и судебный процесс широко освещались не только в австрийской, но и в немецкой прессе. Тем более что свежий компакт-диск Bushido назывался «Staatsfeind Nr. 1» («Враг общества номер один»). Даже газета «Нью-Йорк таймс» опубликовала подробный репортаж и сделала вывод: наконец и в Германии появился настоящий гангстерский хип-хоп.
Судебное разбирательство состоялось 4 ноября 2005 года. Bushido взял всю ответственность на себя за драку. Суд закончился после уплаты 20.000 евро в государственную казну. Кроме того пострадавший получил компенсацию в размере 1000 евро.
В Der Spiegel было объявлено о тех событиях. Они вызвали бурные протесты в Линце. Кроме того общественности стало известно, что Bushido был женат в течение нескольких лет. Но 20 декабря, когда он был приглашен на программу «VIVA live», рэпер опроверг эти заявления.
Bushido несколько раз выплачивал штрафы за публичные оскорбления. В 2009 году он оскорбил двух полицейских, назвав их «марионетками и обезьянами», за что получил штраф в размере 10.500 евро. В декабре 2011 года Bushido был оштрафован в размере 19 500 евро за оскорбление сотрудника офиса в Берлине.
В августе 2012 года за оскорбление бывшего участника телешоу Big Brother он заплатил штраф 8000 евро.
В 2007 году в Берлине прошёл фестиваль, посвященный борьбе с насилием в школах, который организовали молодёжный журнал Bravo и телевизионный канал Viva. Bushido тоже принимал в нём участие и позволил себе несколько резких замечаний по отношению к группе гомосексуалистов, организовавших против его выступления демонстрацию. Поступок рэпера вызвал массу протестов со стороны берлинских властей. Он, в свою очередь, сказал: «Мне бы никогда в голову не пришло устраивать демонстрацию против геев».
В 2010 году французский dark-neoclassic коллектив Dark Sanctuary подал иск на рэпера. Bushido обвинялся в плагиате 11 треков проекта из их альбомов, выпущенных в период 1999—2004. Участники проекта требовали выплатить 63.000 евро в качестве компенсации. Ранее, в 2007 году Bushido так же обвинялся в плагиате норвежской black metal-группой Dimmu Borgir, речь шла о двух треках «Mourning Palace» и «Alt Lys Er Svunnet Hen». Швейцарской метал-группе Samael рэпер выплатил штраф 2000 евро.
В конце 2013 года Bushido вновь попал в скандал. Он был обвинён в плагиате группы Dimmu Borgir. На этот раз он использовал музыку с трека Dimmu Borgir в качестве дисс-трека против Kay One — «Leben und Tod des Kenneth Glöckler».
После награждения «Bambi» (немецкий аналог Гремми) за интеграцию в 2011 году Bushido подвергся большой критике. Вручение премии не обошлось без скандала. Несколько известных представителей немецкого шоу-бизнеса раскритиковали присуждение ему награды именно в этой номинации, так как рэпер известен своими шовинистическими высказываниями, и считать его карьеру примером успешной интеграции — просто издевательство. А известный певец шлягеров Хайно заявил о намерении вернуть в знак протеста против награждения Bushido свою статуэтку.
В январе 2013 года Bushido вызвал новый скандал, опубликовав на своей странице в Twitter антиизраильскую карту, на которой написано «Free Palestine». Карта выкрашена в красно-бело-черно-зелёный цвет палестинского флага и покрывает всю территорию Палестины и современного Израиля, таким образом подчеркивая, что вся эта земля принадлежит палестинцам, и что еврейскому государству там нет места.
Целый ряд немецких политиков и общественных деятелей выступили с критикой рэпера. Министр внутренних дел Германии Ханс-Петер Фридрих, с которым Bushido лично знаком, в интервью газете Bild заявил, что эта карта не служит воссозданию мира на Ближнем Востоке, а провоцирует ненависть. «Bushido должен немедленно удалить эту картинку из своего профиля, иначе его нельзя будет считать примерном успешной интеграции», — заявил он, подчеркнув, что человек, у которого на одну лишь страницу в Twitter подписано свыше 280 тысяч последователей, должен понимать всю ответственность за свои действия. А представитель МИД Германии Рупрехт Поленц назвал поведение рэпера неприемлемым, отметив, что «подобные картины использовались до сих пор ХАМАС и другими экстремистскими палестинскими организациями».
Сам Bushido на этот ажиотаж вокруг своего постинга отреагировал довольно расслабленно. Он не только не убрал карту Палестины со своего профиля, но и продолжает писать язвительные комментарии на эту тему. Так, в ответ на призывы некоторых журналистов лишить его прошлогодней «Bambi», Bushido издевательски написал «Продается „Bambi“. Одна из наиболее читаемых страниц в немецкоязычном сегменте Twitter, блог Bushido тут же наполнился одобрительными комментариями пользователей. „На примере Bushido видно, что свобода слова и мнения в Германии заканчивается, как только речь заходит об Израиле. Какие же вы лицемеры!“ — написал один из пользователей. Другой написал: „Они называют карту на твоей страничке скандальной. Почему же они не считают скандальным своё молчание по поводу войны в Газе?“. Блог Bushido подвергся набегам и с противоположного „фронта“, один из которых пожелал рэперу отправиться прямиком в ад.
В альбоме „Sonny Black“ в треке „Haifisch“ Bushido задевает главного тренера Боруссии Юргена Клоппа следующими строками: „Надо надеяться, что твой жирный отец задыхается в своём баночном пиве. Юрген Клопп в корковых сандалях, весело, весело будет, если я набью ему пасть своим ремнём“. Дортмундский клуб показал себя с наилучшей стороны, оказавшись выше всяких оскорблений рэпера. „Для Боруссии нет ничего более важного, чем футбол. И нет ничего более неважного, чем такие посторонние темы“.
После сообщений в СМИ в апреле 2013 года о связях Bushido с мафией член Социал-Демократической партии Германии Томас Опперман подверг критике Христианско-демократический союз Германии за разрешение рэперу участвовать в политике и проходить практику в Бундестаге. Он заявил: „Если Bushido имеет тесные связи с организованной преступностью, то для него нет места в Бундестаге“.
В 2013 году газета Der Tagesspiegel сообщила, что Bushido собирался эмигрировать в Россию и якобы получил российский паспорт, а также взял псевдоним Bushidoff.
В 2018 году Bushido и его жена Анна-Мария Ферчичи заявили, что Bushido окончательно порвал с кланом Абу-Шакер и его представителем Арафатом: те, по словам рэпера, слишком долго вмешивались в его личную жизнь.

## Личная жизнь
Bushido первое время жил в Клайнмахнов. Затем он перебрался в район Берлина Лихтерфельде. С мая 2012 года он женат на Анне-Марие, младшей сестре певицы Сары Коннор, бывшей супруге финского футболиста Пекки Лагерблума и экс-девушке Месута Озила. В июле 2012 года у них родилась дочь. В ноябре 2013 года у супругов родились близнецы мальчик и девочка. Кроме того у Анны-Марии есть ещё сын от первого брака.

## Обвинения за тексты
Bushido не раз обвиняли за националистические и расистские угрозы в текстах. Но сам рэпер отрицал это, так как он сотрудничал с Eko Fresh, Azad и Cassandra Steen и не является нацистом. Кроме того рэпера обвиняли в гомофобии и женоненавистничестве.
Также рэпер обвинялся в антисемитизме и исламизме. Особенно Bushido подвергся критике после записи трека „11 сентября“.
В 2015 году в Германии альбом „Sonny Black“ был внесён в список медиапродуктов, запрещённых для открытого распространения и продажи лицам, не достигшим 18 лет, что также подразумевает запрет на рекламу альбома и любую его анонимную продажу через интернет. Причиной запрета стало признание текстов песен альбома негативно влияющими на несовершеннолетних вследствие пропаганды насилия против женщин и гомосексуалов, а также пропаганды наркотиков и криминального образа жизни. В августе 2016 года суд Кёльна отклонил иск Бушидо к Федеральному учреждению Германии по проверке информации, могущей оказать негативное воздействие на подростков (Bundesprüfstelle für jugendgefährdende Medien), признав запрет в силе. Бушидо может ещё опротестовать это решение в высшей инстанции.

## Молодёжная угроза
29 ноября 2007 года музыкальные каналы MTV и VIVA запретили показы клипов Bushido. За непристойные тексты, например, за „Drogen, Sex, Gangbang“ из альбома „Carlo Cokxxx Nutten“, швейцарские политики и журналисты назвали поведение рэпера „бесчеловечным“. Было сказано, что такие тексты оказывают исключительно отрицательное влияние на несовершеннолетних.

## Конфликты с другими рэперами

### Конфликт с Fler (2004—2009)
Зимой 2004—2005 Bushido совместно с Eko Fresh выпустил трек против Fler’a под названием „FLERräter“. Fler вместе с B-Tight ответили треком „Du Opfa“. В 2008 году Bushido записал трек S.I.D.O, где он также задевает Fler’a. После распада Aggro Berlin в 2009 году произошло примирение рэперов и они выпустили альбом „Carlo Cokxxx Nutten 2“.

### Конфликт с Sido (2004—2010)
После ухода Bushido из Aggro Berlin в 2004 году между ним и Sido возник конфликт. В 2008 году Bushido в треке „S.I.D.O“ называет его мать наркоманом, а мать рэпера Silla сукой. Sido отвечает треком „Frohe Weihnachten“ совместно с Alpa Gun, а Silla треком Guten Rutsch. В конце 2010 года произошло примирение Bushido и Sido. В 2011 году они выпустили коллабо-альбом „23“.

### Конфликт с Kay One (с 2012 года)
В 2012 году между Bushido и Kay One возник конфликт. 10 апреля 2012 года Kay One объявил, что покидает лейбл ersguterjunge.
В мае 2012 года Kay One был атакован двумя вооружёнными ножами людьми в масках, однако, не был ранен. Он обвинил Bushido, что тот послал этих людей. Bushido отрицал причастность к нападению.
В мае 2013 года Bushido на ersguterjunge подписал Shindy, который также был в конфликте с Kay One и записал дисс-трек против него под названием „Alkoholisierte Pädophile“. Он обвинил Kay One в том, что записал тексты для его альбома „Prince of Belvedair“, но не получил за это ничего. Также он обвинил Kay One в педофилии. Kay One ответил треком „Nichts als die Wahrheit“ 1 августа 2013 года, отметив, что это не является дисс-треком, а просто правдой. Он утверждал, что не он, а именно Shindy и Bushido педофилы, кроме того Bushido изменил своей жене с семнадцатилетней девушкой. Кроме того Kay One участвовал на Star TV и рассказал о „делах“ мафии. Он заявил: „Bushido — это раб и игрушка в руках мафии“.
Bushido ответил 11-минутным треком „Leben und Tod des Kenneth Glöckler“ 22 ноября 2013 года. Он обвинял Kay One в том, что он оставил многих своих друзей в беде ради того, чтобы заработать больше денег. Видео на youtube набрало 1 млн просмотров за 7 часов и установило рекорд. Kay One находится под защитой полиции, так как несколько раз получал угрозы смерти.
30 января 2014 года Kay One выпустил ответный дисс-трек „Tag Des Jüngsten Gerichts“ („День Последнего Суда“), который длился 25 минут. По словам Kay One, на создание видео ушло порядка 50.000 евро. В этом треке Kay One задиссил несколько рэперов (Bushido, Shindy, Ali Bumaye, Eko Fresh, Jaysus) . За первые 24 часа дисс набрал более 3.000.000 просмотров на youtube.
Но через несколько дней, жена Bushido, Анна-Мария Ферчичи, подала в суд за дисс-трек, из-за оскорблений от Kay One в её сторону. После нескольких судебных разбирательств, Kay One пришлось изъять дисс-трек „Tag Des Jüngsten Gerichts“ из youtube. Однако, за этот срок дисс успел набрать более 8.000.000 просмотров.

## Награды и достижения
Золотой статус
Германия:
- 2006: за альбом „Electro Ghetto“
- 2006: за альбом „Staatsfeind Nr. 1“
- 2007: за DVD „Deutschland gib mir ein Mic!“ (Musikvideo-Award)
- 2007: за семплер „Vendetta“
- 2008: за DVD „7 Live“ (Musikvideo-Award)
- 2010: за альбом „Heavy Metal Payback“
- 2010: за альбом „Zeiten ändern dich“
- 2010: за сингл „Für immer jung“ совместно с Karel Gott
- 2012: за коллабо-альбом „23“ совместно с Sido
- 2014: за альбом „Sonny Black“
- 2015: за альбом „Carlo Cokxxx Nutten 3“
- 2015: за коллабо-альбом „Cla$$ic“ совместно с Shindy
- 2018: за альбом „Black Friday“

Австрия:
- 2007: за альбом „Von der Skyline zum Bordstein zurück“
- 2011: за коллабо-альбом „23“ совместно с Sido
- 2011: за сингл „Für immer jung“ совместно с Karel Gott
- 2011: за альбом „Heavy Metal Payback“
- 2011: за альбом „Zeiten ändern dich“
- 2014: за альбом „Sonny Black“
- 2015: за альбом „Carlo Cokxxx Nutten 3“
- 2015: за коллабо-альбом „Cla$$ic“ совместно с Shindy

Швейцария:
- 2014: за альбом „Sonny Black“
- 2015: за альбом „Carlo Cokxxx Nutten 3“
- 2015: за коллабо-альбом „Cla$$ic“ совместно с Shindy

Платиновый статус
Германия:
- 2007: за альбом Von der Skyline zum Bordstein zurück
- 2008: за альбом 7

Австрия:
- 2011: за альбом 7

Вручение премий и др. наград:
Echo
- Echo 2006: Лучший Национальный Live-Артист
- Echo 2007: Лучший Национальный Rap/RnB-Исполнитель
- Echo 2008: Лучгий Национальный Rap/RnB-Арист
- Echo 2008: Лучший Live Артист
- Echo 2012: Лучшее видео: Bushido & Sido за So mach ich es

Comet
- Comet 2007: Лучший Национальный Исполнитель
- Comet 2008: Лучший Национальный Исполнитель
- MTV Europe Music Awards
- MTV European Music Award 2006: Лучший Немецкий Артист
- MTV European Music Award 2007: Лучший Немецкий Артист

Bravo Otto
- Bravo Otto 2005: Национальный HipHop Артист: Серебро (2-е место)
- Bravo Otto 2006: Национальный HipHop Артсит: Серебро (2-е место)
- Bravo Otto 2007: Национальный HipHop Артист: Золото
- Bravo Otto 2008: Национальный HipHop Артист: Золото
- Bravo Otto 2009: Лучший Певец/Исполнитель: Бронза
- Bravo Otto 2010: Национальный рэпер: Золото
- Goldener Pinguin (Золотой Пингвин)
- Goldener Pinguin 2007: Лучший рэпер года
- Goldener Pinguin 2008: Лучший рэпер года
- Goldener Pinguin 2009: Лучший рэпер года

Bambi
- Bambi 2011: За интеграцию

GQ Award
- GQ Award 2010: Человек Года в категории „Национальная музыка“

## Альбомы
- 1999: Demotape 1999 (не опубликован)
- 2001: King Of KingZ
- 2002: Carlo Cokxxx Nutten (совместно с Fler)
- 2003: Vom Bordstein bis zur Skyline
- 2004: King Of Kingz 2004 Edition
- 2004: Electro Ghetto
- 2005: Carlo Cokxxx Nutten II (совместно с Baba Saad)
- 2005: King Of Kingz / Demotape (расширенная версия)
- 2005: Staatsfeind Nr. 1
- 2006: ersguterjunge Sampler Vol. 1 — „Nemesis“
- 2006: Deutschland, gib mir ein Mic!
- 2006: Von der Skyline zum Bordstein zurück
- 2006: ersguterjunge Sampler Vol. 2 — „Vendetta“
- 2007: 7
- 2007: ersguterjunge Sampler Vol. 3»
- 2008: Heavy Metal Payback
- 2009: Carlo Cokxxx Nutten 2 (совместно с Fler)
- 2010: Zeiten ändern dich
- 2010: Berlins Most Wanted (BMW) (совместно с Fler и Kay One)
- 2011: Jenseits von Gut und Böse
- 2011: 23 (совместно с Sido)
- 2012: AMYF
- 2014: Sonny Black
- 2015: Carlo Cokxxx Nutten 3
- 2015 : CLA$$IC (совместно с Shindy[3])
- 2017: Black Friday
- 2018: Mythos
- 2019: Carlo Cokxxx Nutten 4 (совместно с Animus)

## Синглы
- 2003: Bei Nacht
- 2003: Gemein wie 10
- 2004: Mitten ins Gesicht
- 2004: Electro Ghetto
- 2004: Nie wieder
- 2005: Hoffnung stirbt zuletzt
- 2005: FLERräter
- 2005: Nie ein Rapper
- 2005: Worldwide
- 2005: Endgegner / Staatsfeind Nr.1
- 2005: Augenblick
- 2006: Gheddo
- 2006: Von der Skyline zum Bordstein zurück
- 2006: Sonnenbank Flavour
- 2006; Vendetta
- 2007: Janine
- 2007: Eure Kinder
- 2007: Alles Verloren
- 2007: Reich mir nicht deine Hand
- 2007: Alles gute kommt von unten
- 2008: Zeiten ändern sich
- 2008: Ching — ching
- 2010: Alles wird gut
- 2010: Berlins Most Wanted/Weg Eines Kriegers
- 2011: Vergiss mich
- 2011: Wie ein Löwe
- 2011: Das ist Business
- 2011: Wärst du immer noch hier?
- 2011: So mach ich es (совместно с Sido)
- 2011: Erwachsen sein (совместно с Sido и Peter Maffay)
- 2012: Kleine Bushidos
- 2012: Lass mich allein
- 2013: Panamera Flow (совместно с Shindy)
- 2014: Gangsta Rap Kings (совместно c Kollegah и Farid Bang)
- 2015: Brot Brechen (совместно с Shindy)
- 2015: G$D (совместно с Shindy)
- 2015: Cla$$ic (совместно с Shindy)
- 2017: Fallout
- 2017: Gehen wir rein (совместно с M.O.030)
- 2017: Papa
- 2018: Hades (совместно с Samra)
- 2018: Für euch alle (совместно с Samra и Capital Bra)
- 2018: Mythos
- 2018: Mephisto
- 2019: Ronin (совместно с Animus)
- 2019: Lichter der Stadt (совместно с Animus)
- 2019: Renegade (совместно с Animus)
- 2019: Okzident (совместно с Animus)
- 2020: Blei (Amazon Original)
- 2020: Erster Schnee (Amazon Original)
- 2021: King Sonny Black